# Centese Calcio
Centese Calcio (wł. Associazione Sportiva Dilettantistica Centese Calcio) – włoski klub piłkarski, mający siedzibę w mieście Cento, w północnej części kraju, grający od sezonu 2020/21 w rozgrywkach Promozione Emilia-Romagna.

## Historia
Chronologia nazw:
- 1913: Società Calcistica Centese
- 1920: Sport Juventus
- 1925: Cento Football Club
- 1944: Unione Sportiva Centese
- 1947: Società Polisportiva Centese
- 1950: klub rozwiązano
- 1950: Pro Calcio Cento
- 1951: Centese Calcio
- 1972: klub rozwiązano
- 1978: Associazione Calcio Centese
- 1998: Centese Calcio
- 2002: Football Club Centese 1913
- 2006: Associazione Calcio Centese
- 2007: klub rozwiązano – po założeniu Club Biancoceleste di San Giovanni in Persiceto
- 2008: Unione Sportiva Centese Associazione Sportiva Dilettantistica 1986 – po reorganizacji U.S. Atletic Cento
- 2016: klub rozwiązano
- 2017: Associazione Sportiva Dilettantistica Centese 1913 – po reorganizacji A.S.D Cento 1913
- 2018: Associazione Sportiva Dilettantistica Centese Calcio

Klub sportowy Centese został założony w miejscowości Cento w 1913 roku. W 1920 z nazwą Sport Juventus dołączył do FIGC. W 1925 z nazwą Cento FC do Terza Divisione Emilia (D3). W 1944 z nazwą Centese startował w wojennych rozgrywkach Campionato di Guerra Alta Italia, plasując się na czwartej pozycji w grupie C Emilia-Romagna.
Po zakończeniu II wojny światowej, klub wznowił działalność w 1946 roku i został zakwalifikowany do Serie C. W 1947 klub awansował do Serie B, po czym zmienił nazwę na SP Centese. W 1948 roku w wyniku reorganizacji systemu lig został zdegradowany do Serie C. W 1949 spadł do Promozione Emilia-Romagna, a w 1950 do Prima Categoria Emilia-Romagna, po czym klub ogłosił bankructwo.
W 1950 klub został odrodzony z nazwą Pro Calcio Cento, a w 1951 zmienił nazwę na Centese Calcio. W 1957 awansował do Campionato Dilettanti Emilia-Romagna (D5), ale po dwóch latach spadł z powrotem do Prima Categoria Emilia-Romagna. W 1962 został zdegradowany do Seconda Categoria Emilia-Romagna (D7). W 1972 zespół znów zrezygnował z dalszych rozgrywek i został rozwiązany.
W 1972 klub został ponownie reaktywowany. Po zakończeniu sezonu 1977/78 zajął 7.miejsce w grupie B Promozione Emilia-Romagna, po czym zmienił nazwę na AC Centese. Przed rozpoczęciem sezonu 1978/79 Serie C została podzielona na dwie dywizje: Serie C1 i Serie C2, wskutek czego Promozione została obniżona do szóstego poziomu. W 1980 roku klub otrzymał promocję do Serie D, która w 1981 zmieniła nazwę na Campionato Interregionale. W 1983 klub awansował do Serie C2, a w 1986 do Serie C1. W 1989 spadł z powrotem do Serie C2. W 1996 zespół został zdegradowany do Campionato Nazionale Dilettanti, a w 1997 do Eccellenza Emilia-Romagna. W 1998 klub zmienił nazwę na Centese Calcio. W 2000 spadł do Promozione Emilia-Romagna. W 2002 klub przyjął nazwę FC Centese 1913, a w 2003 po odkupieniu tytułu sportowego od AC Mezzolara, uzyskał miejsce w Serie D. W 2006 spadł do Eccellenza Emilia-Romagna, po czym zmienił nazwę na AC Centese. W sezonie 1906/07 zajął 15.miejsce w grupie A Eccellenza Emilia-Romagna i został zdegradowany do Promozione, ale potem klub przeniósł się do San Giovanni in Persiceto, gdzie powstał nowy Club Biancoceleste s.r.l.
W 2008 roku inny klub z miasta US Atletic Cento został reorganizowany, zmieniając nazwę na US Centese ASD 1986 i startując w Seconda Categoria Emilia-Romagna (D9). W 2009 roku zespół awansował do Prima Categoria Emilia-Romagna, w 2011 do Promozione Emilia-Romagna, a w 2013 do Eccellenza Emilia-Romagna. Przed rozpoczęciem sezonu 2014/15 wprowadzono reformę systemy lig, wskutek czego Eccellenza awansowała na piąty poziom. W 2015 klub został zdegradowany do Promozione Emilia-Romagna, a w 2016 do Prima Categoria Emilia-Romagna. Sezon 2016/17 rozpoczął w grupie F Prima Categoria Emilia-Romagna, ale 20 października 2016 ogłosił o rezygnacji z dalszych występów w mistrzostwach i został rozwiązany.
W 2017 klub ASD Cento 1913 zmienił nazwę na ASD Centese 1913 i kontynuował tradycję zbankrutowanego klubu w Seconda Categoria Emilia-Romagna. W 2018 został promowany do Prima Categoria Emilia-Romagna, po czym przyjął nazwę ASD Centese Calcio. W sezonie 2019/20 zajął drugie miejsce w grupie F Prima Categoria Emilia-Romagna i po wygranych barażach zdobył awans do Promozione Emilia-Romagna.

## Barwy klubowe, strój
|  |  |

Klub ma barwy biało-niebieskie. Zawodnicy domowe spotkania zazwyczaj grają w niebieskich koszulkach, niebieskich spodenkach oraz niebieskich getrach.

## Sukcesy

### Trofea międzynarodowe
Nie uczestniczył w rozgrywkach europejskich (stan na 31-05-2020).

### Trofea krajowe
| \| \| Zdobyte trofea w rozgrywkach Włoch (stan na: 31-08-2020) \| |                                                          |      |             |
| Rozgrywki                                                         | Osiągnięcie                                              | Razy | Sezon(y)    |
| · Mistrzostwo                                                     | I miejsce                                                | 0    |             |
| · Mistrzostwo                                                     | II miejsce                                               | 0    |             |
| · Mistrzostwo                                                     | III miejsce                                              | 0    |             |
| · Puchar                                                          | zdobywca                                                 | 0    |             |
| · Puchar                                                          | finalista                                                | 0    |             |
| · Puchar                                                          | 1/64 finału                                              | 1    | 1926/27     |
| II liga                                                           | I miejsce                                                | 0    |             |
| II liga                                                           | II miejsce                                               | 0    |             |
| II liga                                                           | III miejsce                                              | 0    |             |
| II liga                                                           | 17.miejsce                                               | 1    | 1947/48 (B) |
| Włochy                                                            | Zdobyte trofea w rozgrywkach Włoch (stan na: 31-08-2020) |      |             |

- Serie C (D3):
  - mistrz (1x): 1946/47 (A)

## Piłkarze, trenerzy, prezydenci i właściciele klubu

### Prezydenci
...
- 1947–1948:  Callisto Govoni

...
- od 201?:  Alberto Tino Fava

## Struktura klubu

### Stadion
Klub piłkarski rozgrywa swoje mecze domowe na Stadio Loris Bulgarelli w mieście Cento o pojemności 4,5 tys. widzów.

### Derby
- SPAL
- Bologna FC
- Carpi FC 1909
- Modena FC
- Molinella Reno FC 1911